# Ino Anastasia
Pour les articles homonymes, voir Anastasia.
Ino (grec : Ἰνὼ), rebaptisée Aelia Anastasia (morte en 594) était l'épouse de l'empereur byzantin Tibère II Constantin (578-582) et nommée Augusta au même titre que l'Empereur de 578 jusqu'à sa mort.

## Biographie

### Jeunesse et premier mariage
D'après les écrits de Jean d'Ephèse, Ino naquit à Daphnudium, probablement sur l'île de Kefken au large des côtes de Bithynie en mer Noire. Elle est d'abord l'épouse d'un optio, un officier supérieur de haut rang de l'armée byzantine. Ils ont ensemble une fille qui devient la fiancé de Tibère. Son mari et sa fille meurent cependant tous les deux avant la conclusion du contrat de mariage, et c'est Ino elle-même qui épouse Tibère.
Jean d'Ephèse note que de leur union naissent trois enfants dont deux filles : Constantina et Charito. Le troisième enfant semble être mort avant l'accession au trône de Tibère.

### Impératrice
Après avoir été nommé co-empereur par Justin II, Tibère II Constantin devient seul empereur à la mort de celui-ci le 5 octobre 578. Selon Jean d'Ephèse, Sophie, la veuve de Justin II, envoie alors le patriarche Eutychius de Constantinople afin de convaincre Tibère de divorcer d'Ino. Malgré l'offre de mariage que lui propose Sophie, le futur empereur refuse.
Craignant pour la sécurité de sa femme et de ses enfants, Tibère les fait rentrer clandestinement à Constantinople par bateau en pleine nuit. Il organise ensuite une rencontre entre Ino, Eutychius et les membres du Sénat byzantin. Ino est proclamée impératrice lors d’une cérémonie publique et reçoit le titre d'Augusta.
Selon Jean d'Éphèse, son nom était considéré comme inapproprié pour une impératrice chrétienne car celui-ci avait des connotations helléniques. Dans la mythologie grecque, Ino est une fille de Cadmos et Harmonie, et est identifiée à la déesse Leucothé. Une fois impératrice, Ino reçoit alors le nom Anastasia (et devient officiellement Aelia Anastasia), un nom proposé par la faction des Bleus, alors que les Verts avaient suggéré Héléna.
Anastasia n'était pas la seule à avoir le titre d'Augusta. Sophie avait également conservé son rang et possédait une partie du palais pour ses besoins personnels.
L'appartenance religieuse d'Anastasia est inconnue. Selon Jean d'Ephèse, elle méconnaissait les croyances des chrétiens attachés au Chalcédonisme et leur était hostile. Cependant, il ne note pas non plus qu'elle défendait le monophysisme.

### Dernières années
Le 14 août 582, Tibère II Constantin meurt et est remplacé par Maurice, un général fiancé à Constantina, la fille de Tibère et d'Ino Anastasia. Le mariage de Constantina et de Maurice a lieu à l'automne 582 lors d'une cérémonie célébrée par le patriarche de Constantinople Jean IV le Jeûneur et décrite en détail par Théophylacte Simocatta. Constantina est également proclamée Augusta, même si Sophie et Anastasia conservent le même titre. Jean d'Éphèse indique que les trois Augustas résidaient toutes au Grand Palais.
D'après les écrits de Théophane le Confesseur, Anastasia serait morte en 593. Elle est enterrée à l'église des Saints-Apôtres, à côté de son mari.